# Friedmannvergelijking
De Friedmann-vergelijkingen zijn een stel vergelijkingen uit de kosmologie die de dynamica van ruimte-tijd beschrijven in een homogeen en isotroop heelal. Ze vormen een toepassing van de Einstein-vergelijkingen uit de algemene relativiteitstheorie voor een heelal dat aan die condities voldoet. Friedmann heeft zijn afleiding gepubliceerd in 1922.
De vergelijkingen luiden:
{\displaystyle H^{2}\equiv \left({\frac {\dot {a}}{a}}\right)^{2}={\frac {8\pi G\rho +\Lambda c^{2}}{3}}-K{\frac {c^{2}}{a^{2}}}}
{\displaystyle 3\,{\frac {\ddot {a}}{a}}=\Lambda c^{2}-4\pi G\left(\rho +{\frac {3p}{c^{2}}}\right)}
hier is {\displaystyle \Lambda } de kosmologische constante, {\displaystyle G} is de gravitatieconstante, {\displaystyle c} is lichtsnelheid, {\displaystyle a} is de schaalfactor, ρ is de massadichtheid, p is de druk en {\displaystyle K} is de Gaussiaanse kromming. Als {\displaystyle K} positief is, dan is het heelal hyperspherisch. Is {\displaystyle K} gelijk aan nul, dan is het heelal vlak. Is {\displaystyle K} negatief, dan is het heelal hyperbolisch. De Hubbleparameter, {\displaystyle H}, bepaalt hoe snel hemellichamen zich door de expansie van elkaar verwijderen als functie van hun onderlinge afstand. {\displaystyle H} is overal in de ruimte gelijk (de Hubbleconstante), maar varieert in de tijd. De huidige waarde wordt {\displaystyle H_{0}} genoemd.